# Money (rivista)
Money è una rivista finanziaria pubblicata dalla Time Inc. Il suo primo numero fu pubblicato nell'ottobre 1972. I suoi articoli coprono l'intera gamma dei temi della finanza personale, che vanno da investimenti, risparmi, pensioni e imposte degli individui alle questioni finanziarie di maggiore interesse per le famiglie, come i pagamenti per l'istruzione universitaria dei figli, il credito, la carriera e le ristrutturazioni della casa. La rivista è molto nota per la sua classifica annuale dei "Migliori posti per vivere in America" (America's Best Places to Live). Insieme a Fortune, era in società con la rete via cavo sorella della CNN in CNNMoney.com, un sito web nato da un accordi concluso dopo la chiusura del canale di notizie economiche CNNfn nel 2004. Nel 2014, in seguito allo scorporo di Time Inc., l'editore della rivista, dalla Time Warner, la società madre della CNN, Money lanciò un proprio sito web, Money.com.